# Hochtausing
Il monte Hochtausing si trova a 1.823  m sopra il livello del mare, nella valle dell'Enns, parte stiriana dei monti Toten Gebirges, i Monti Morti. La montagna isolata, che si innalza dalle cime della foresta circostante, ha ripide pareti nord e sud. Sulla vetta  si trova una croce.

## Vie di accesso
- Da Wörschach attraverso la cresta est, non contrassegnato o non mantenuto:
- Tonistteig sulla cresta ovest.